# Флавий Авиен
Флавий Авиен Млади (на латински: Flavius Avienus iunior) е политик на Източната Римска империя през края на 5 и началото на 6 век.
Произлиза вероятно от фамилията Деции и е син на Флавий Цецина Деций Максим Василий (консул 480 г.). Брат е на Фауст Албин (консул 493 г.), Флавий Теодор (консул 505 г.) и Флавий Инпортун (консул 509 г.).
През 501 г. той е консул заедно с Флавий Помпей. През 507/509 г. Авиен и брат му Албин получават титлата patricius.
Коренспондира си с Магн Феликс Енодий.